# Notaden weigeli
Espèce
Statut de conservation UICN

 DD  : Données insuffisantes
Notaden weigeli est une espèce d'amphibiens de la famille des Limnodynastidae.

## Répartition
Cette espèce est endémique de la région de Kimberley en Australie-Occidentale en Australie.

## Étymologie
Cette espèce est nommée en l'honneur de John Randall Weigel (1955-).

## Publication originale
- Shea & Johnston, 1988 : A new species of Notaden (Anura: Leptodactylidae) from the Kimberley Division of Western Australia. Transactions of the Royal Society of South Australia, vol. 112, p. 29-37 (texte intégral).